# De Situ Albanie
De Situ Albanie (dSA) é o primeiro de sete documentos escoceses encontrados no manuscrito de Poppleton, hoje conservado na Biblioteca Nacional de França em Paris. Foi provavelmente redigido entre 1202 e 1214, no reinado de Guilherme I da Escócia, por um francófono residente na Escócia como introdução ao conjunto.
O seu nome provém das primeiras palavras da obra
"De Situ Albanie que in se figuram hominis habet quomodo fuit primitus is septem regionibus diuisa quibusque nominibus antiquitus sit uocata et a quibus inhabitata"